# Русе
 Тази статия е за града в България.  За областта вижте Русе (област).  За общината вижте Русе (община).
Ру̀се е град в североизточната част на България, административен център на област Русе и община Русе. Населението на града е около 121 168 души (31 декември 2024), като той е най-големият български град по поречието на река Дунав и шестият по големина в страната.
Русе е разположен на североизточната граница на България с Румъния, на 313 km от столицата София и на 73 km от румънската столица Букурещ, градът е потенциален стратегически интермодален и логистичен център на страната и на Югоизточна Европа, като се има предвид географското му положение, утвърдената му роля на важен промишлен център, както и наличието на първия в страната пътен и железопътен мост над река Дунав – Дунав мост. Реката приобщава града и към Паневропейски транспортен коридор 7, създавайки условия за търговско и круизно речно плаване.
Русе е един от градовете в България, които привличат едновременно както с великолепната си архитектура, така и с богатото си историческо минало. Още преди хилядолетия (от II в. пр. н. е.) на мястото на днешния град е съществувала античната римска крепост Сексагинта Приста, която е изпълнявала роля на укрепление и пристанище по границата на римската държава. Налице са археологически находки, свидетелстващи за съществуването на тракийско селище преди възникването на Сексагинта Приста. След опустошаването на средновековния град Червен, който е бил сред важните средища на Второто българско царство, редом със столицата Търновград, голяма част от жителите на разрушената крепост са мигрирали към разрастващото се селище на територията на днешен Русе. По време на османското владичество градът продължава да се развива, като се превръща във важен пристанищен търговски център и военно укрепление.
Русе е роден град на редица български възрожденци, радетели на българския дух, революционери и участници в Освобождението. Редом с това обаче той е и един космополитен за времето си, толериращ различни вероизповедания и възприемащ технологични и социални нововъведения европейски град. След Освобождението градът е най-многолюдният, но и най-модерен град в Княжество България, преди новата столица да го надмине по брой на населението. Много от технологичните нововъведения от края на XIX и началото на XX век намират първото си приложение в красивия дунавски град.
Русе често е наричан в България „Малката Виена“ заради многобройните сгради-паметници на културата, в чиято архитектура са застъпени стиловете необарок, модерн, неокласицизъм и сецесион. Символи на града са Доходното здание и Паметникът на свободата. Жителите и гостите на Русе имат възможността да се насладят на архитектура, уникална за България. Аристократичният и романтичен дух на града привлича все повече туристи.
Девизът на Русе е „Град на свободния дух“.
Русе е родното място на Нобеловия лауреат за литература Елиас Канети.

## Име
Името „Русе“ идва след редицата от имена: Руси (Рюси), Русико, Руши, Русчук, Русиг и други.
Съществува схващане, че Руси и Русе са синоними на Червен и произлизат от общославянското прилагателно русе, сродно с латинското русос, френските руж и русе, старобългарското рыждь. Имената Русчук и Русе вървят след Освобождението първоначално ръка за ръка, заедно фигурират върху пощенското клеймо, за да остане по-късно само името Русе. Най-старият източник, в който се споменава името Русе, е един итинерарий (пътеводител) от края на XIV в. Наред с Търново в него е отбелязано името Роси.

## География
Русе се намира на десния бряг на река Дунав в западната част на низината Побрежие, североизточно от устието на река Русенски Лом. Докато левият бряг на Дунав (от румънска страна) е нисък и мочурлив, южният бряг край Русе е висок и сух, като градът е разположен върху две заливни и три надзаливни тераси (15 – 22 m, 30 – 66 m и 54 – 65 m). Средната надморска височина на градската част е 45,5 m. Градът се намира на 73 km южно от Букурещ, на 313 km североизточно от София, на 288 km от Пловдив, на 194 km от Варна и на 241 km от Бургас.
Застроената част на Русе има формата на елипса по продължение на реката с обща дължина около 11 km. Градът обхваща територията между слетия със сушата остров Матей и устието на Русенски Лом от запад до височината Сърпчето (защото опасва град Русе от юг, като сърп). През XX век западният край на града е променен значително – устието на Русенски Лом е коригирано и преместено на запад, а самият дунавски бряг и фарватер са преместени значително на север.
Южно от града е разположен хълмът Саръбаир с връх Левента, висок 159 m. Върху него се намира най-високата телевизионна кула в България – 204 m с антената.
Като пристанищен град на река Дунав, днес Русе се свързва с пристанищата на десетте дунавски страни, както и страните по Рейн и каналните връзки на Западна и Централна Европа, чрез Рейн – Майн – Дунав. Високият бряг, върху който е разположен град Русе, е неуязвим за наводнения. Изключения правят заливната тераса, местата около устията на р. Русенски Лом – квартал „Сарая“, бившите флотски казарми и пристанище Русе-запад.

## Климат
Климатът е умереноконтинентален. Лятото е горещо, зимата е студена и ветровита, есента и пролетта са краткотрайни. Най-високата измерена температура в Русе е 44,7 °C, а най-ниската – −27,7 °C. Средно годишно падат около 600 mm валежи.
| Климатични данни за град Русе         | Климатични данни за град Русе | Климатични данни за град Русе | Климатични данни за град Русе | Климатични данни за град Русе | Климатични данни за град Русе | Климатични данни за град Русе | Климатични данни за град Русе | Климатични данни за град Русе | Климатични данни за град Русе | Климатични данни за град Русе | Климатични данни за град Русе | Климатични данни за град Русе | Климатични данни за град Русе |
| Месеци                                | яну.                          | фев.                          | март                          | апр.                          | май                           | юни                           | юли                           | авг.                          | сеп.                          | окт.                          | ное.                          | дек.                          | Годишно                       |
| Абсолютни максимални температури (°C) | 21,5                          | 24,6                          | 33,0                          | 33,9                          | 36,5                          | 42,4                          | 44,7                          | 44,2                          | 40,2                          | 39,2                          | 28,1                          | 22,1                          | 44,7                          |
| Средни максимални температури (°C)    | 1                             | 4,5                           | 10,8                          | 18,8                          | 24,1                          | 27,5                          | 30                            | 29,8                          | 25,7                          | 19,1                          | 10,9                          | 4,3                           | 17,2                          |
| Средни температури (°C)               | −2                            | 0,7                           | 5,6                           | 13                            | 18,1                          | 21,8                          | 24,1                          | 23,6                          | 19,2                          | 13                            | 7,1                           | 1,2                           | 12,1                          |
| Средни минимални температури (°C)     | −5,5                          | −3                            | 1                             | 7,5                           | 12,6                          | 16,1                          | 18,0                          | 17,2                          | 13,3                          | 8,2                           | 3,5                           | −1,7                          | 7,3                           |
| Абсолютни минимални температури (°C)  | −27,7                         | −26,4                         | −18                           | −2,8                          | 2,4                           | 6,6                           | 9,1                           | 9                             | 0,8                           | −3,5                          | −11,7                         | −19,5                         | −27,7                         |
| Средни месечни валежи (mm)            | 44                            | 36                            | 39                            | 52                            | 64                            | 80                            | 60                            | 45                            | 37                            | 36                            | 46                            | 46                            | 585                           |
| ------------------------------------- | ----------------------------- | ----------------------------- | ----------------------------- | ----------------------------- | ----------------------------- | ----------------------------- | ----------------------------- | ----------------------------- | ----------------------------- | ----------------------------- | ----------------------------- | ----------------------------- | ----------------------------- |
| Източник:                             |                               |                               |                               |                               |                               |                               |                               |                               |                               |                               |                               |                               |                               |

## История

### Античност и Средновековие
Русе е град с 20-вековна история, която започва с изграждането на тракийско селище, наследник на което през римско време става крепостта Сексагинта Приста (на латински Sexaginta Prista, „пристанище на 60 кораба“). Тя е военно средище и флотска станция. Възниква по време на управлението на император Веспасиан (69 – 70) като част от укрепителната система по северната дунавска граница на римската провинция Мизия, създадена 15 години сл. н. е. Крепостта е разположена на главния път от Сингидиум (днешен Белград) до делтата на Дунава (виж Дунавски лимес). Тук през различно време стануват кохорти от по 600 души и други военни единици.
Значението на Сексагинта Приста като твърдина и станция на дунавската флотилия е важно, защото превозът на продоволствия и оръжие се осъществява по реката. Крепостта по-късно е унищожена от нападенията на авари и славяни през 6 век.
През периода на Първото българско царство (7 – 11 век) и Второто българско царство (12 – 15 век) на дунавския бряг, близо до руините на Приста, съществува укрепено селище с името Руси, по-късно Гюргево (наричано е още Голямо Йоргово). То се утвърждава като значимо средище за търговия с отвъддунавските земи. Завзето е от османските турци през 1388 г.

### Под османско владичество и по време на Българското възраждане (1388 – 1878)
Първото сведение за устройството и формата на Русенската крепост намираме в хрониката на Ваврен. След превземането на Тутраканската и Гюргевската крепост през 1445 г. влашкият войвода Влад Дракул казал на Валеран дьо Ваврен, че „по пътя за Никопол на българския бряг имало един кастел, наречен Русико“. Важно е да се уточни, че Русенският кастел бил „съвсем подобен“ на тутраканския (имал квадратна форма с 4 ъглови кули – 3 малки и 1 голяма, която отгоре завършвала с дървени конструкции). Това означава, от една страна, че те са изградени в едно и също време и водят началото си отпреди Османското нашествие в този край, и от друга страна, че Русенската крепост е имала малки размери. И наистина тукашният турски гарнизон е бил съвсем малоброен – през 1479/80 г. се числели 11 постоянни бранители към „крепостта Йергьоги на отсамния бряг“. Селището на Русе извън крепостта е наречено в хрониката на Ваврен „село“, но според регистъра от 1479/80 г. той е град с доста многочислено население – 239 български домакинства и 4 мюсюлмански. Влашкият войвода Влад Цепеш съобщава в писмото си до унгарския крал Матиаш Корвин, писано в Гюргево на 11 февруари 1462 г., че в „Гюргево от двете страни“ са избити 6414 души и че превзел крепостта на отсрещната страна на Дунава, т.е. Русе, и нейният субашия (началник) бил убит.
Изгорялата през 1445 г. и пострадала при нападението на Влад Цепеш крепост била поправена по нареждане на султан Мехмед II (1451 – 1481), Това известява един османотурски надпис върху мраморна плоча, която някога е била вградена вероятно над портата на Русенската крепост.
Името Русчук се споменава за пръв път през 1503 г. в мирния договор между Унгария и Османската империя. Градът наброява 6000 дървени къщи, и има построени 9 джамии и 2 бани.
По време на похода от 1596 – 1598 г. на влашкия войвода Михай Витязул Храбри Русчук е опожарен и съсипан. През 1738 г. в Русе населението е преобладаващо турско. През 18 век той е превърнат в голяма крепост, част от укрепения четириъгълник Русчук – Шумен – Варна – Силистра. Градът наброява до 20 000 души според хроники от 1793 г.
През 1810 г. в околностите на града се провеждат сражения от Руско-турската война 1806 – 1812 г.. На 22 юли 1810 г., след 10-дневно бомбардиране, е предприет щурм на града, който е отбит, струвайки на руската армия огромни загуби. Опитът на турците да деблокират Русчук (Русе) завършва на 26 август с поражение за тях в сражението при с. Батин, след което руските отряди завземат Свищов, Бяла, Търново и Оршова. На 15 септември се предават Русчук (Русе) и Гюргево.
През Кримската война на 25 юни (7 юли) войските на Омер паша съсредоточени при Русчук (над 30 хил.) форсират Дунава и след бой с малочисления руски отряд, упорито отбраняващ остров Рамадан на Дунав, овладяват Гюргево, със загуби до 5 хил. души.
През 1854 г. по данни на Нойс „расите на три континента се смесват из улиците н Русчук“.
Русчук израства като един от най-големите дунавски балкански градове и след Кримската война от 19 век е административно средище на Дунавския вилает на Османската империя (от 1864 г. до 1877 г.), простиращ се от Варна и Тулча до София и Ниш. В Дунавския вилает, който се свързва с дейността на Мидхат паша, се извършват редица нововъведения, целящи осъвременяването на Османската империя. Водоснабдяването на Русчук е едно от тях.
- През 1864 г. се открива първата съвременна печатница в българските земи.[18][19]
- През 1865 г. за първи път в България улиците получават имена.
- През 1866 г. се открива първата телеграфна линия в България между Варна и Русчук (Русе), минаваща през Шумен.[20]
- През 1867 г. се завършва първата жп линия (Русчук – Варна).[21]
- През 1870 г. в Русчук се провежда първото в страната изложение на местната индустрия и земеделското производство и започва да функционира първата Фабрика за алкохолни напитки на Г. Петру.
- През 1876 г. се построява първата пивоварна фабрика в България, „Света Петка“.[22]
- През 1876 г. започва работа първата парна бояджийска фабрика „Пенков-Павлов“.

Поради удобните връзки с Цариград, през 1836 г. Русчук (Русе) е избран за вилаетски център, което стимулира неговото развитие. Тук са се намирали почти половината от промишлените предприятия в Дунавския вилает – Корабостроителницата, Барутната фабрика – една от най-големите на балканите, железопътно-ремонтното предприятие – Тракцията, обслужващо първата жп линия Русчук – Варна, Вилаетската печатница, двете най-големи парни мелници в Османската империя.
Открити са консулства на Австро-Унгария (1849 г.), Русия, Великобритания, Италия и Прусия (1853 г.), Франция, Белгия, Холандия (1864 г.), Румъния, Испания и Гърция, което допринася за разширяването на търговско-икономическите връзки на града с чужбина. Русе е един от най-големите центрове на българското Възраждане и важно средище на българското националноосвободително движение. Русенският революционен комитет два пъти се определя за централен за вътрешността на страната. Освободителните борби в Русчук се свързват с имената на Баба Тонка, Никола Обретенов, Ангел Кънчев, Захари Стоянов, Георги Икономов, Иларион Драгостинов и др.
През 1865 – 1867 г. в продължение на няколко седмици на портите на Русе по нареждане на Мидхат паша са оставени висящи хора в резултат на българските революционни движения. Баркли описва публична екзекуция като „истинско клане“ пред очите на бебето му, а друг убиец е внезаптно екзекутиран с пушечни изстрели, без никаква формалност, на улицата. Уолш пише и че през 1877 г. сто души са бити с пръчки (това е вече официално забранено в този момент), за да се открие крадецът на една торба, в която е част от данъка. Предполагаемият виновник, кюрд, издаден от дете, е набучен на кол.

### След Освобождението (1878 – 1887)
Съвременната история на Русе започва на 20 февруари 1878 г., когато руските войски на генерал Тотлебен влизат в града и слагат край на османско владичество. Като единствено официално име е установено успоредно използваното на Русчук българско име Русе.
След Освобождението Русе е водещият български стопански и културен център и най-голям град в Княжество България. Седалище е на българското Дунавско корабоплаване. Интензивното строителство променя неговия архитектурен облик и го доближава до големите европейски градове. В периода 1878 – 1944 г. в Русе се създават 416 промишлени предприятия – 164 са предприятията от областта на шивашката, текстилната, кожарската промишлености, 108 са фирмите от хранително-вкусовата промишленост, алкохолно производство, 41 фирми произвеждат химически изделия, 57 – металообработване, машиностроене, електропроизводство, 36 – дървообработване, 10 – керамика и огнеупорни материали. За няколко десетилетия градът е важна връзка между Европа и България. Неслучайно в този период Русе е първенец в редица нововъведения:
- През 1878 г. Русе става първият град в България с градоустройствен план, изработен от руските военни инженери Ожио и Николай Копиткин. За първи път в България се появяват бордюри, тротоари и улични газови (с керосин) фенери. През 1899 г. главните улици на града били покрити със закупените от Франция павета от Санрафаеловите кариери;[10]
- През 1879 г. в Русе се създава Дунавската флотилия[26] и първото земеделско училище „Образцов чифлик“, днес – Институт по земеделие и семезнание „Образцов чифлик“;[27]
- През 1880 г. в Русе Иван Ведър полага началото на първата масонска ложа в княжество България – „Балканска звезда“;[28]
- През 1881 г. е построен първият метален кораб;[29]
- През 1881 г. е създадена първата частна банка „Гирдап“;[30]

- През 1881 г. е учредено морско училище под името Морско машинно училище, което през 1900 г. е преместено във Варна;[26]
- През 1881 г. е създадена първата фабрика за обработване на кожи на Валентин Месетич и Тасо Елич;
- През 1883 г. гордост на Русе става построената от австрийския индустриалец Йозеф Хаберман „Първа българска парна пивоварна“, проектирана от чеха Густав Новак;[10][31]
- През 1883 г. е построена първата метеорологична станция;[32]
- През 1883 г. се бележи още една новост – първата българска фабрика за сапун на Кръстю Йорданов;
- Първото не само в България, но и на Балканите, немско училище (Deutsche Schule) е открито през 1883 г.[10][33]
- През 1884 г. е основано Първото аптекарско дружество в България.[34][35]
- През 1884 г. тук е открит първият клон на БНБ извън столицата.[36]
- През 1885 г. в Русе се създава първото Българско техническо дружество;[37]

В Русе първият български княз Александър Първи Батенберг има дворец на улица „Княжеска“ (сега сградата на Кукления театър). В нея и близкия, но днес несъществуващ, хотел „Ислях хане“, той посреща румънския, сръбския и шведския крал, заедно със съпругите им. Популярно сред русенци схващане е, че сградата на Регионалния исторически музей е била използвана за резиденция на българския владетел. Сградата е първата обществена сграда в Княжеството, но никога не е била дворец на княз Александър Първи Батенберг.

### Съединението и неговата защита (1887 – 1906)
- През 1887 г. започва работа първата българска плетачна фабрика на Д. Люцканов;
- През 1890 г. е учредена Първа българска търговска камара в България;[39][40]
- През 1890 г. в Русе е създадена първата българска фабрика за мебели на Соломон Алкалян;
- През 1891 г. е създадено първото застрахователно дружество „България“;[30]
- През 1896 г. е построен първият ръчно задвижван асансьор в България. Намира се е в сградата „При Чикаго“ (сега на ул. „Пирот“ 5). В нея са се помещавали хотел, ресторант и модна къща за шапки. Задвижването е ставало ръчно от няколко здрави мъже. Асансьорът е стигал до покрива, където е била лятната градина на ресторанта.[41]
- През 1897 г. се е състояла първата кинопрожекция в България, в заведението на Марин Чолаков в Русе. Собственик на кинематографическата машина и организатор на събитието бил Георги Кузмич. Той прожектира филмът Пристигането на влака на Братя Люмиер, както и филм показващ посрещането на цар Николай в Париж. Месец по-късно, на 22 март, се организира и първата прожекция в София.[42][43]

В Русе по това време работят първата фабрика за сода и лимонада „Лоза“, първата българска фабрика за вратовръзки на С. И. Халасъ и първото столярно дружество „Първий Май“. Тук е роден и първият дипломиран български пилот – Симеон Петров.
Според „Mеждународния алманах за България – 1898 г. – стр. 443“ през 1898 г. в Русе има 4 печатници, 4 тютюневи фабрики, 2 фабрики за сода и лимонада. Най-големите предприятия са „Братя Бъклови“ – търговия на едро; Акционерно спестително дружество „Гирдап“; Българска търговска банка; Застрахователно дружество България; Мюлхаупт и съдружие; Химическата фабрика за мастила, восъци и лепила на Филип Симидов; Фабриката за кюнци и пещи – „Труд“; Фабриката за патрони на Йосиф Цанков, Паяков, Израелов и Сие; Парната дъскорезница на Хараламби Петков и Син; Столарската фабрика на Бр. Чернев; Железарската фабрика на Вилхелм Беман; Фабриката за картонени изделия и велосипеди на Нойвирт и Вебер; Фабриката за цигарени книги на Грацияни и Леви; Химическата фабрика за вакса и вазелин на Стефанов Томов и Сие; Фабриката за сапуни на В. Бъчеваров; Фабриката за сапуни на Бр. Дикрянъ и Меликсетян; Кожарската фабрика на Цѣнковъ, Павловъ и С-ие; Фабриката за горни и долни ризи на И. Халачов; Фабриката за бонбони на Н. Кръстев; Пивоварната фабрика „Света Петка“; Фабриката за пиво на наследниците на чешкия индустриалец Йозеф Хаберман;

### Балкански и световни войни (1906 – 1944)
- През 1906 г. за първи път се извършва внос на автомобили в България от автокъща „М. Вебер“, чийто основен предмет на дейност до този момент е била производството на велосипеди. През 1912 г. русенската фирма става официален представител на немския производител на автомобили NSU Motorenwerke.[47]
- През 1908 г. заработва първата българска фабрика за железни кревати и мебели на Юрданов, Тонев и Казанджиев. Те поставят модата по таблите да се рисуват пейзажи.
- През 1911 г. започва строеж на електрическа централа от фирмата „Siemens-Schukert“. През 1916 г. светва уличното осветление в града. Официалното откриване на централата става на 17 февруари 1917 г. След София и Варна, Русе е третият електрифициран град в страната.[10]
- През 1913 г. Белгийски предприемачи и инженери изграждат най-големия тогава захарен завод в България. Предприятието е построено с концесия за 25 години, сключена между тях и община Русе през 1910 г.[48]
- През 1927 г. в Русе е открита първата чорапена фабрика в България – Фазан.[49]
- През 1933 г. Братя Вешкови построяват рафинерия със свои средства и образуват „Първа българска петролна индустрия“.[50]

Между Първата и Втората световна война, след завземането на Южна Добруджа от Румъния, икономическото значение на града намалява. Закриват се почти всички консулства на чужди страни (днес в Русе съществуват само две консулства). Само за периода 1919 – 1920 г. от Русе е изнесен капитал на стойност 40 млн. лева. Идеята за градски трамваи не се реализира. Връщането на Южна Добруджа на България през септември 1940 г. създава условия за възстановяване на водещата му роля. Той е определен за областен център, оживява се стопанската дейност.
Присъщо за архитектурата на сградите от този период е масовата употреба на желязо, бетон и стъкло. По това време се построяват Пощата (сега наричана „Старата поща“) – 1930 г., Речна гара – 1931 г., Товарна гара – 1935 г., Градските Хали – 1939 г. и Съдебната палата – 1940 г. Бурното развитие на града в този период се свързва изключително с името на кмета инж. Кирил Старцев. Знаково за периода на неговото управление е преустройството на централния градски площад. Паркът с ограда и врата, която се заключва вечер, се превръща в открита градина, а главната улица вече функционира като главна пътна артерия за градския транспорт. В емблематично място за срещи на поколения русенци се превръща „Стъклената будка“ – павилион на спирката в центъра, построен през 1939 г. на мястото на Градското казино. Благоустроен с твърда настилка, тротоари, парапет и кестени е и крайбрежният булевард. Построен е „Мостът на въздишките“, който става любимо място на русенци – над Дълбокия път, на пресечката между булевард „Придунавски“ и бул. „Цар Фердинанд“. Започва строителството на голяма модерна баня и разширяване на електрическата централа. Много грижи се полагат и за изграждане на инфраструктурата на града – водоснабдяването, канализацията и електрическата мрежа.

### Социализъм (1944 – 1989)
Политическата промяна в страната от 9 септември 1944 г. е съпроводена с масови арести и убийства и в Русе. Сред убитите са и убийците на 18-годишната антифашистка Ана Вентура, нелегалните Тотю Тотев, снаха му Цветанка Чампоева и двегодишният ѝ син Николчо. В затвора влизат около 1300 русенци: политици, юристи, журналисти, банкери, фабриканти, търговци, лекари, учители и др. Мнозина други, сред които се оказват и потомци на Баба Тонка, мистериозно изчезват. Народният съд в Русе издава 100 смъртни присъди на свои съграждани, от които 53 са изпълнени. Извършена е експроприация, с което се унищожава частното предприемачество в града. С налагането на социалистическия строй Русе губи част от аристократичния облик на градския си център. Сменя се стопанският, политически и културен елит на града.
Тласък в развитието на града става построяването през 1954 г. на Моста на дружбата (днес наричан в България по-често Дунав мост) – към гр. Гюргево, и бързата индустриализация. Развиват се машиностроене (корабостроене, тежко машиностроене, производство на металорежещи и селскостопански машини, електроника, приборостроене и др.), химическа (нефтопреработване, производство на бои) и лека промишленост. Изградено е голямо пристанище. Завършен е ТЕЦ „Русе“, който е 3-ти по мощност в България след „Марица-Изток 2“ и ТЕЦ „Варна“. Във връзка с откритите нови производства и нуждата от квалифицирани кадри за промишлеността се откриват профилирани училища – техникум по зърносъхранение, техникум по индустриална химия, техникум по корабостроене, техникум по жп транспорт, техникум по строителство и техникум по механотехника. Градът става университетски център. Построяват се сградите на Операта, Дома на културата, Централна жп гара и гара Разпределителна. Русе е първият български град, в който се гледа телевизия – Румънската първа програма TVR1 от 1956 г.
В началото на 1960-те години Градският народен съвет решава да събори храма „Всях Светих“ – паметник с архитектурно и историческо значение, и на негово място да построи храм-костница на възрожденците, погребани в Русе, но премахвайки православната символика. Църквата е съборена на 26 октомври 1975 г. – 10 години след нейното принудително затваряне. През 1965 г. останките на 39-има известни българи, сред които Любен Каравелов, Захари Стоянов, Стефан Караджа, Панайот Хитов, Баба Тонка, Никола Обретенов, Панайот Волов, Ангел Кънчев и други са изровени от гробовете и препогребани в Пантеона на Възрожденците
В следващите десетилетия в града са устроени и познатите за времето на социализма масови панелни жилищни комплекси – „Дружба 1“, „Дружба 3“, „Чародейка“, „Здравец“, „Изток“ и др. В средата на 1970-те години автомобилното движение се отклонява от главната улица „Александровска“, която се превръща в пешеходна зона. През 1975 г. е съборен един от символите на града – „Стъклената будка“.
В началото на 1980-те години Русе навлиза в труден период от своята история. В Гюргево се построява химическият завод „Верахим“, който обгазява града в продължение на почти 10 години, което се отразява пагубно на неговото развитие. Населението започва да намалява, като само между 1985 и 1992 г. Русе е напуснат от 15 хиляди души – както заради обгазяването, така и заради изселване на български турци. Въпреки цензурата в медиите относно обгазяванията в града на 28 септември 1987 г. се организира първата публична демонстрация – опит за граждански натиск по време на социализма. На екопротеста пред сградата на тогавашния партиен дом се събират около 500 души с искания за чист въздух. Създава се Обществен комитет за екологична защита на Русе, зад чиято кауза застават редица български интелектуалци. На 10 февруари 1988 г. се провежда и най-масовият протест – т.нар. „демонстрация на майките с количките“. Създава се Независимо сдружение „Екогласност“. След 1989 г. румънският завод работи с минимална част от своите мощности и обгазяванията постепенно спират до 1991 г.
През периода започва проектирането на множество обществено значими сгради, чието строителство продължава повече от 20 години. Навреме се завършва само бившият Партиен дом, подслоняващ днес областната и общинската администрация. Построяват се и двете най-високи сгради в града – хотел „Рига“ (1972 г., 84 m) и Телевизионната кула (1987 г., 204 m). Сградата на Старата музикална гимназия – паметник на културата в еклектичен архитектурен стил, съчетаващ елементи от стиловете неокласицизъм и неоготика, е силно засегната от земетресението в Стражица и остава затворена. Изливат се основите на спортна зала с капацитет от 5000 места.
При преброяването през 1987 г. се отчита население от над 186 428 души. През този период е създаден гербът на Русе от архитект Петър Сергев.
С прекратяването на социализма и преминаването към пазарна икономика финансирането на започнатите строежи рязко намалява. Остава недовършена новата част на Доходното здание, не е доведено докрай строителството на Историческия музей и на Екомузея, булеварди и подлези.

### Демокрация (1990 – сега)
През втората половина на 1990-те години Русе се отърсва от знаците на комунизма. Демонтират се паметниците на Ленин и Георги Димитров в целия град. Преименуват се булеварди и улици. Извършва се и „голямата въртележка“: Съдът се връща в Съдебната палата, БКП се премества в старата си сграда, която след това е предоставена на Музикалната гимназия, а общината се нанася в новата сграда на Партийния дом.
В края на 1990-те години е завършен Хирургическият блок на Окръжната болница.
Цялостната икономическа криза в България обаче се отразява и върху развитието на Русе. Повечето големи предприятия в града западат, а безработицата се увеличава. Това води до нови изселнически вълни. След 2000 г. градът постепенно започва да възвръща предишните си водещи позиции. Икономиката на града е положително повлияна от присъединяването на България към Европейския съюз, което засили трансграничното сътрудничество с Румъния, а инвестициите под формата на европейски средства рестартираха отдавна преустановени инфраструктурни проекти. За периода от 2007 г. до 2015 г. са сключени договори със 144 бенефициента за 204 европейски проекта, като инвестираните в града средства са на стойност 166 млн. лв.
Русе е изключително популярен с емблематичната си опера, както и с филхармонията си. В тези сгради творят едни от най-способните и видни музиканти в България, които правят ежегодни представления като гости на едни от най-престижните международни сцени. Градът е родно място на бележития диригент Евгени Димитров, който работи в ОФД – Русе от 1998 г. до 2007 г., а от 1993 г. до днес прославя страната ни в Италия, Германия, Франция, Португалия, Испания, Швейцария, Гърция и др.

#### 2010-те години
След десетилетия строителство, през 2010 г., е открит новият корпус на Русенския университет. През 2011 г. централната градска част е обновена посредством европейски проект на стойност 10 млн. лв. В експлоатация е пуснат първият сух фонтан в България. През същата година е открита обновената Русенска опера. Построява се пречиствателната станция за отпадъчни води, част от интегрирания воден проект на града, финансирана по програма ИСПА на ЕС на обща стойност от 57 млн. евро.
През 2012 г. приключва проект на Регионалния исторически музей за „Възстановяване и социализация на римската крепост Сексагинта Приста“, финансиран по оперативна програма „Регионално развитие“ в размер на 1,2 млн. лв. 
На 10 октомври 2013 г. е открит модерен конферентен комплекс към университета, кръстен на името на канадския строителен магнат и филантроп от Русенско Игнат Канев, дарил 2 млн. лева за изграждането му. „Канев Център“ разполага с многофункционална зала за 800 места, сцена с площ 120 m², заседателна зала със 70 места, конферентна зала със 100 места, оборудвани с най-модерни системи за осветление, озвучаване, презентации и симултантен превод. 
Новата сграда на речната информационна система БулРИС, осигуряваща по-ефективно и безопасно корабоплаване по река Дунав, е открита през 2014 г. Осъществен е проект за благоустройство на старата централна градска част през 2014/15 г., който я свърза с „новия“ център, намиращ се на площад Свобода. Поставен е паметник на родения в Русе световноизвестен писател-нобелист Елиас Канети.
Русе е кандидат за Европейска столица на културата 2019 с концепцията „Русе – град на свободния дух“. През 2014 г. Доходното здание става „Емблематична сграда на годината“, инициатива целяща да популяризира значимите обновени през последните години обекти, неизменна част от културно-историческото наследство на България. Първият по рода си за България международен фестивал на ледените фигури „Русе Айс Фест“ продължи традицията от една от най-големите атракции от 20-те до 50-те години на 20 век – необичайните творби на Денчо Ножаров пред сладкарницата „Швейцария“ в центъра на стария Русе.

##### Проекти, завършени през 2015 г.
- Реконструкция на булевард Тутракан;
- Пробив под жп линията към кв. „Родина“;
- Основен ремонт на кръгово кръстовище и изграждане на подлез;
- Интегрирана система за градски транспорт на град Русе, на стойност 29 млн. лв.;
- Булстрад Арена – многофункционална зала с капацитет между 5100 до 6200 души, официално открита на 23 юли 2015 г. с концерт на Лили Иванова.

Русе е европейски град на спорта през 2016 г.
Дългосрочните инфраструктурни проекти за програмния период 2014 – 2020 г. са на стойност 147 млн. лв., в четири направления – „Градска среда“, „Образователна инфраструктура“, „Културна инфраструктура“ и „Социална инфраструктура“.
- Надлез между кв. „Родина 3“ и кв. „Чародейка“ (в района на ул. „Кадин мост“ и ул. „Опълченска“);
- Реконструкция на бул. „Придунавски“. Реконструкцията и рехабилитацията на пешеходната среда по улиците „Славянска“, „Райко Даскалов“, „Баба Тонка“ и „Църковна независимост“, с което ще се подобри достъпността с кея. Изграждане на зона за обществен отдих по крайбрежната ивица на гр. Русе в района на жп прелеза на Речната гара до ул. „Мостова“. Реконструкция на бул. „Придунавски“ в участъка от бул. „Цар Фердинанд“ до Речната гара.
- Рехабилитация и реконструкция по ул. „Шипка“, в участъка от ул. „Чипровци“ до бул. „България“;
- Ремонт и мерки за енергийна ефективност на Комплекс за социални услуги за деца и семейства. Ремонт на учебни заведения, дворни пространства и подлези на ОУ „Олимпи Панов“ и ОУ „Любен Каравелов“, ОУ „Иван Вазов“, ОУ „Отец Паисий“, ЦДГ „Пинокио“ 1, ЦДГ „Пинокио“ 2, ЦДГ „Русалка“ 1, ЦДГ „Русалка“ 2. Мерки за енергийна ефективност. Изграждането на нова детска градина в централната градска част и на нова ясла в кв. „Родина“ 3. Изграждане на дневен център за стари хора в „Родина“ 1, на ъгъла на ул. „Димчо Дебелянов“ и ул. „Чипровци“. Изграждане на социални жилища за настаняване на лица от малцинствени групи и социално слаби лица;
- Обновяване на градината на площад „Д-р Мустаков“ и ул. „Иван Вазов“ в участъка от площада до ул. „Борисова“;
- Изграждане на голяма детска площадка и фитнес площадки на открито в Парка на младежта;
- Основен ремонт, реставрация и консервация на сградите на Регионална библиотека „Любен Каравелов“ – гр. Русе. Ремонт и въвеждане на мерки за енергийна ефективност за читалищата „Зора“ и „Васил Левски“.

Проекти по програма INTERREG V-А Румъния – България 2014 – 2020, с които Община Русе кандидатства:
- „Добре развита транспортна система в еврорегион Русе – Гюргево за по-добра свързаност с трансевропейската транспортна мрежа TEN-T“
- „Развитие на поречието на река Дунав за по-добра свързаност на еврорегион Русе – Гюргево с Паневропейски транспортен коридор № 7“
- „Реконструкция и експониране на емблематични културни обекти с висок туристически потенциал в еврорегион Русе – Гюргево“
- „Валоризация на общото местно и европейско нематериално културно наследство чрез интерактивен музей“
- „Създаване на общ център и база данни за управление на риска и територията по река Дунав“

## Население

### Численост на населението
Численост на населението според преброяванията през годините:
- 1880 – 26 163 души
- 1887 – 27 194 души
- 1910 – 36 255 души

| \| Година на преброяване \| Численост \| \| --------------------- \| --------- \| \| 1934 \| 53 266 \| \| 1946 \| 57 833 \| \| 1956 \| 88 375 \| \| 1965 \| 128 888 \| \| 1975 \| 159 578 \| \| 1985 \| 185 440 \| \| 1992 \| 170 038 \| \| 2001 \| 161 453 \| \| 2011 \| 149 642 \| \| 2021 \| 124 787 \| \| 2024 \| 121 168 \| |           |
| Година на преброяване | Численост |
| 1934 | 53 266    |
| 1946 | 57 833    |
| 1956 | 88 375    |
| 1965 | 128 888   |
| 1975 | 159 578   |
| 1985 | 185 440   |
| 1992 | 170 038   |
| 2001 | 161 453   |
| 2011 | 149 642   |
| 2021 | 124 787   |
| 2024 | 121 168   |

Със своите 26 163 жители, при първото преброяване на страната през 1881 г., Русе е най-голямото населено място в Княжество България. За сравнение тогава населението на столицата София е 20 501 души. Тогавашният най-голям български град – Пловдив е извън пределите на княжеството, в рамките на Източна Румелия.
Данните за етническия състав на населението в този период точно отговарят на мултикултурната характеристиката, която Нобеловият лауреат Елиас Канети дава за града в Спасеният език: Русчук, в долното течение на Дунава, където съм се родил, беше чудесен град за едно дете и ако кажа, че той беше в България, давам непълна представа за него, тъй като там живееха хора от най-различен произход и само за един ден можеха да се чуят седем или осем езика.. Според официалното преброяване в Русе тогава живеят 11 342 българи, 10 252 турци, 1943 испански евреи, 841 арменци, 476 немци, 292 гърци, 231 власи, 170 руснаци, 113 сърбо-хървати, 58 италианци, 58 французи, 32 англичани, 19 персийци, 16 чехи и 16 поляци.
През последните две десетилетия градът запазва шестото място в страната по броя на жителите си въпреки чувствителния демографски срив за този период.
| Население на Русе | Население на Русе | Население на Русе | Население на Русе | Население на Русе | Население на Русе | Население на Русе | Население на Русе | Население на Русе | Население на Русе | Население на Русе | Население на Русе | Население на Русе | Население на Русе | Население на Русе | Население на Русе | Население на Русе | Население на Русе | Население на Русе | Население на Русе | Население на Русе |         |
| ----------------- | ----------------- | ----------------- | ----------------- | ----------------- | ----------------- | ----------------- | ----------------- | ----------------- | ----------------- | ----------------- | ----------------- | ----------------- | ----------------- | ----------------- | ----------------- | ----------------- | ----------------- | ----------------- | ----------------- | ----------------- | ------- |
| Година            | 1878              | 1880              | 1887              | 1910              | 1934              | 1946              | 1956              | 1965              | 1975              | 1985              | 1992              | 1999              | 2001              | 2006              | 2008              | 2010              | 2011              | 2014              | 2018              | 2021              | 2024    |
| Население*        | 25 000            | 26 163            | 27 194            | 36 255            | 51 090            | 57 509            | 83 453            | 128 888           | 159 578           | 183 746           | 170 038           | 166 350           | 161 453           | 157 540           | 156 761           | 153 723           | 149 642           | 147 001           | 142 902           | 124 787           | 121 168 |
| Постоянен адрес   |                   |                   |                   |                   |                   |                   |                   |                   |                   |                   |                   | 202 793           | 177 104           | 175 374           | 173 205           | 173 001           | 172 522           | 168 954           | 165 184           | 158 708           |         |
| Настоящ адрес     |                   |                   |                   |                   |                   |                   |                   |                   |                   |                   |                   | 182 323           | 170 208           | 168 116           | 165 208           | 164 703           | 164 030           | 160 352           | 152 591           | 143 039           |         |

- „Население“ – Източник НСИ; „Постоянен адрес“ и „Настоящ адрес“ – ЕСГРАОН

### Миграция
| Механичен прираст | Механичен прираст | Механичен прираст | Механичен прираст | Механичен прираст | Механичен прираст | Механичен прираст |
| ----------------- | ----------------- | ----------------- | ----------------- | ----------------- | ----------------- | ----------------- |
| Година            | 2010              | 2011              | 2012              | 2013              | 2018              | 2021              |
| Заселени – общо   | 3670              | 2261              | 2163              | 2333              | 2175              | 4267              |
| Изселени – общо   | 3798              | 2093              | 2188              | 2250              | 2806              | 19342             |
| Механичен прираст | -128              | 168               | -25               | 83                | -631              | -15075            |

### Етнически състав
Преброяване на населението през 2011 г.
Численост и дял на етническите групи според преброяването на населението през 2011 г.:
|                     | Численост | Дял (в %) |
| Общо                | 149 642   | 100.00    |
| Българи             | 123 469   | 82.50     |
| Турци               | 10 128    | 6.76      |
| Цигани              | 1297      | 0.86      |
| Други               | 1132      | 0.75      |
| Не се самоопределят | 618       | 0.41      |
| Неотговорили        | 12 998    | 8.68      |

### Вероизповедания
| Религии в град Русе (2011) | Религии в град Русе (2011) | Религии в град Русе (2011) | Религии в град Русе (2011) | Религии в град Русе (2011) |
| -------------------------- | -------------------------- | -------------------------- | -------------------------- | -------------------------- |
| Религия                    |                            |                            | процент                    |                            |
| православни                | православни                |                            | 89%                        | 89%                        |
| мюсюлмани                  | мюсюлмани                  |                            | 7.5%                       | 7.5%                       |
| католици                   | католици                   |                            | 3.4%                       | 3.4%                       |
| протестантство             | протестантство             |                            | 1.4%                       | 1.4%                       |
| други                      | други                      |                            | 0.8%                       | 0.8%                       |
| хора без религия           | хора без религия           |                            | 4.6%                       | 4.6%                       |

- Източноправославни: (89%)
- Мюсюлмани: (7,5%)
- Католици: (3,4%)
- Протестанти: (1,5%)
- Други: (0,8%)
- Нерелигиозни: (4,6%)

Общо: 149 642
В Русе има две общности – българска и арменска – на Евангелската методистка епископална църква, чието официално седалище е в града. Съществува и конгрешанска църковна община, част от Съюза на евангелските съборни църкви.

## Забележителности
Централната част на града се обуславя с архитектура от края на 19 век и началото на 20 век. В старите сгради широко са застъпени стиловете барок, модерн, неокласицизъм и сецесион, а фасадите са украсени с еркери, балкони, колони, пиластри, арки, скулптурни фигури, бюстове, монограми и гербове. Покривите са от поцинкована или медна ламарина, завършващи с кулички, ветропоказатели, гръмоотводи и красиви парапети. Стилът на много от тях е повлиян от виенската архитектура.
През 1893 г. Русенската община приема правилник за строежа на частни сгради. В него се нарежда всички къщи по главната градска улица да бъдат украсени с „пластическа каменна декорация“. Често наричан „Малката Виена“, Русе спечели почетна награда за най-красив град в България през 2009 г.

### Архитектурни забележителности
Известен е с многото запазени сгради от края на XIX и началото на 20 век, които му придават неповторима атмосфера. Сградите-паметници на културата са 272. Повечето забележителности са концентрирани в центъра на града (музеи, архитектурни паметници, театърът, операта, хотели, ресторанти и кафенета, магазини за сувенири). Някои забележителности са част от Стоте национални туристически обекта на БТС.
| Обект                                                                          | Описание | Снимка |
| ------------------------------------------------------------------------------ | --- | ------ |
| Паметникът на Свободата                                                        | Паметникът на Свободата в Русе е проектиран в началото на 20 век от италианския скулптор Арнолдо Цоки, а е изработен от Георги Киселинчев. Статуята на върха представлява фигура на жена, която държи меч в лявата си ръка, сочейки с дясната посоката, откъдето са дошли освободителите. Единият от двата бронзови лъва при основата разкъсва с уста робските вериги, а другият пази Меча и Щита на Свободата. На пиедестала има релефни изображения на опълченски сцени. В задната част на основата са поставени 2 оръдия. |        |
| Доходното здание                                                               | Драматичен театър „Сава Огнянов“ (Доходното здание) е архитектурна забележителност в центъра на Русе, построена в периода 1898 – 1902 г. с цел да приюти театралните представления в града. Проектът е дело на виенския архитект Петер Паул Бранг. Името произлиза от идеята сградата да носи на тогавашното училищно настоятелство доходи от наемите за театралния салон, библиотеката и предвидените казино и магазини. В днешно време Доходното здание се счита за паметник на културата и един от символите на града, наред с Паметника на Свободата. |        |
| Улица „Александровска“                                                         | Главната улица на града е „Александровска“. Представлява архитектурен ансамбъл от сгради в стил неокласицизъм, барок и други. 43°51′00.99″ с. ш. 25°57′16.77″ и. д. / 43.850275° с. ш. 25.954658° и. д. |        |
| Акционерно спестително дружество „Гирдап“ (Часовникът)                         | Акционерно спестително дружество „Гирдап“ е първата частна банка в България, основана през 1881 г. в Русе. По време на своето съществуване „Гирдап“ е една от двете големи български банки с предимно местен частен капитал, наред с Българска търговска банка (БТБ). Сградата на банката се използва от Сметната палата. То е най-честото място за среща на русенци, наричано често „Часовникът“. |        |
| Старият градски център на Русе                                                 | Под това название е познат районът на днешния Исторически музей в Русе. Пространството пред него е оформено като просторен правоъгълен площад. По-късно около същия този площад се построява сградата на Търговско-индустриалната камара, сега тук е регионалната библиотека „Любен Каравелов“. Тя е богато украсена с барокови форми – форми на акантови и лаврови листа, перли, розети. В началото на улица „Александровска“ се намира банката на Братя Симеонови (днес банка ДСК). Сградата е богато орнаментирана в характерния за централната градска част на Русе бароков стил – релефни колони, статуи на женски глави, тежки каменни балкони, покрив покрит с ламаринени пластини и декоративно интегрирани гръмоотводи. 43°50′39.36″ с. ш. 25°56′53.23″ и. д. / 43.844267° с. ш. 25.948119° и. д. |        |
| Банката на братя Симеонови                                                     | |        |
| „La Butika“ и родният дом на писателя Елиас Канети, нобелов лауреат за 1981 г. | Магазин „Канети“ или още наричан в книгата „Спасеният език“ – „La Butika“ е търговската къща на Елиас Аврам Канети – дядо на нобеловия лауреат за литература Елиас Канети. Построена през 1898 г. от русенския архитект Негохос Бедросян, тя се намира на ул. „Славянска“ 12 в Русе. Родната къща на писателя се намира на ул. Ген. Гурко 13 и е Паметник на културата от национално значение. |        |
| Къщата на Андрея Тюрио                                                         | „Виенската къща“, както я нарекли русенци, е най-красивата къща в Русе. Завършена е през 1900 г. Материалите били подбирани много внимателно и доставяни по специални поръчки от цял свят. Стаите на салоните са декорирани със стенописи, в стила на помпейската живопис. Спалните са с ръчно изрисувани тапети. През 1902 г. е закупена от Иван Стоянов – крупен вносител на каменна сол от Румъния. В една от гостните той поставил уникална гарнитура от четири стола и маса за покер, изработени от цели блокове кристална сол. 43°50′53.16″ с. ш. 25°56′47.9″ и. д. / 43.8481° с. ш. 25.946639° и. д. |        |
| Застрахователно дружество „България“                                           | На 1 октомври през 1891 г. в град Русе е учредено първото българско застрахователно дружество – „България“. По проект на Едуард Винтер е построена собствена голяма сграда на ул. „Александровска“ в град Русе. Сградата е в стил неокласицизъм с употреба на ризалити и пиластри. Фреските в интериора са от 1901 г. на италианския художник Медеа Джовани Пигор. |        |
| Старата музикална гимназия                                                     | „Старата музикална гимназия“ е изоставен паметник на културата от национално значение, построен през 1900 – 1901 г. Aрхитектурният стил е еклектичен, комбиниращ елементи от стиловете неокласицизъм и неоготика. Сградата предстои да се превърне в първия частен музей в България – Музей на модерното и на античното изкуство. |        |
| Вазата                                                                         | Строена е в средата на 50-те години на 20 век. Вазата е с височина 3,40 m, а в най-широката ѝ част обиколката ѝ достига 7 m. Тя е направена като приспособен вариант на подобна декоративна ваза на румънското парково изкуство в Букурещ. 43°51′23.82″ с. ш. 25°57′49.77″ и. д. / 43.856617° с. ш. 25.963825° и. д. |        |
| Църквата „Света Троица“                                                        | Катедралният храм „Св. Троица“ в град Русе е построен през 1632 г. Обявен е за Паметник на културата от национално значение през 1983 г. Непрестанно се полагат грижи за съхранението и обновлението му, за да бъде запазен за идните поколения, като една от най-старите сгради в Русе. |        |
| Басарбовски манастир                                                           | Басарбовският манастир „Свети Димитър Басарбовски“ е скален манастир, намиращ се в долината на река Русенски Лом, край село Басарбово, на 10 километра от град Русе. През 1978 г. е обявен за археологически паметник на културата от местно значение. 43°46′01″ с. ш. 25°57′50″ и. д. / 43.766944° с. ш. 25.963889° и. д. |        |
| Кюнт Капу                                                                      | Кюнт Капу е единствената запазена порта от крепостната стена на стария Русчук. Буквално името се превежда като „Вратата с тръбата“, тъй като покрай нея е минавал тръбопровод (кюнт), който е бил част от водоснабдителната система на града. |        |
| Русенската телевизионна кула                                                   | Телевизионната кула в Русе е най-високата телевизионна кула в България с височина от 204 метра. Построена е на хълма Левента, известен още като Саръбаир, на 150 m надморска височина. До 2001 г. е най-високата телевизионна кула и на Балканския полуостров. 43°49′27″ с. ш. 25°57′28″ и. д. / 43.824167° с. ш. 25.957778° и. д. |        |

Други забележителности са:
- Къщите на братя Симеонови
- Къщата на Михаил Силаги
- Къщата на Янко Танков
- Къщата на Петър Винаров
- Къщата на Георги Стойнов
- Къщата на д-р Стоил Станев
- Банката на д-р Стоил Станев
- Паметник на загиналите в Сръбско-българската война 1885 г., 1902 г., арх. Н. Лазаров, Ж. Спиридонов;
- Левента

## Култура и изкуство

### Театри и опери
В града се намират:
- Драматичен театър „Сава Огнянов“, основан през 1907 г. (Доходното здание);
- Държавна опера – Русе, основана през 1949 г.;
- Държавен куклен театър – Русе, основан през 1955 г.;
- Военен клуб.

### Музеи
| Обект                              | Описание | Снимка |
| ---------------------------------- | --- | ------ |
| Регионален исторически музей       | Музеят е открит на 1 януари 1904 г. Фондът на музея съдържа 130 000 бр. паметници на културата. Сред експонатите му се отличават Боровското съкровище; находките от археологическите разкопки на древните дунавски кастели Ятрус и Сексагинта Приста, на средновековния български град Червен; етнографски колекции от градско облекло и порцелан. В Историческия музей се съхранява писалката, с която е подписан през 2005 г. Присъединителния договор за членството на България в Европейския съюз.                                                                                                   |        |
| Римска крепост „Сексагинта Приста“ | Сексагинта Приста е антична римска твърдина на територията на днешния град Русе. Сексагинта Приста означава в превод „Пристанище на шестдесетте кораба“. |        |
| Екомузей                           | Музеят представя колекция на животински видове от поречието на река Дунав. Посетителите могат да видят богата експозиция от вкаменелости, праисторически животни и диорами, представящи видове в реалната им среда. Тук е най-големият сладководен аквариум в България. Изложен е макет на вълнест мамут (Mammuthus primigenius). |        |
| Ивановски скални църкви            | Ивановските скални църкви се намират на 18 km южно от град Русе. Световна известност имат стенописите в църквата „Св. Богородица“, които се нареждат сред най-представителните образци на Палеологовото изкуство на Балканите. Техните високи художествени качества са причина за включването им от ЮНЕСКО в списъка на световното културно наследство. |        |
| Национален музей на транспорта     | Националният музей на транспорта се намира в Русе, на брега на река Дунав, и е единствен по рода си в цялата страна. Разположен е в сградата на първата железопътна гара в страната, построена през 1866 г. по проект на братя Барклей. Тук се пазят личния вагон на цар Фердинанд I и вагона, с който турският султан е предприемал обиколки из Османската империя. |        |
| Къща музей „Градски бит на Русе“   | Къща музей „Градски бит на Русе“, известна като Къщата на Калиопа, заема сграда, построена през 1864 г. Експозицията представя ролята на град Русе като врата към Европа и навлизането на европейската градска култура в България в края на 19 и началото на 20 век. Показани са примерни интериори на гостна, всекидневна, музикален салон и спалня, с мебели от Виена, както и колекции от градско облекло, от накити и други аксесоари, сребърни прибори и порцелан, които бележат промените, настъпили във всекидневието на русенци. Тук може да се види и първият роял, внесен в България от Виена. |        |
| Пантеон на възрожденците           | Пантеонът на възрожденците е национален паметник костница, намиращ се в град Русе. В него са погребани 39-има известни българи, сред които Любен Каравелов, Захари Стоянов, Стефан Караджа, Панайот Хитов, Баба Тонка, Никола Обретенов, Панайот Волов, Ангел Кънчев и др. |        |
| Средновековен град Червен          | Червен е средновековен български град, един от най-значимите военно-административни, стопански и църковно-културни центрове на Втората българска държава (12 – 14 век). Развалините му са до едноименното село Червен на 35 километра южно от град Русе. Тук е единствената напълно запазена крепостна кула. |        |
| Къща музей „Захарий Стоянов“       | Музеят е сред 100-те национални туристически обекта. В него са представени експозиции за българското Възраждане, църковно-просветните и националноосвободителните борби в русенския край, за семейство Обретенови – семейството на Баба Тонка, както и за живота и делото на летописеца на Априлското въстание Захарий Стоянов. |        |
| Къща музей „Баба Тонка“            | Къщата-музей е посветена на българското Възраждане и жизнения път на Тонка Обретенова. Тук през 1872 г. бил учреден Русенския революционен комитет, който се превърнал по-късно в централен за страната. |        |
| Къща музей „Тома Кърджиев“         | Къща музей „Тома Кърджиев“ е етнографска сбирка, разкрита в дома на българския учител и революционер Тома Кърджиев, един от ръководителите на Бунта на русофилите през 1887 г. |        |
| Русенска художествена галерия      | Русенската художествена галерия е създадена на 30 април 1933 г. Тя разполага с постоянна експозиция, но провежда и временни изложби на български и чужди художници. |        |

### Библиотеки и читалища
- Регионална библиотека „Любен Каравелов“;
- Австрийска библиотека „Елиас Канети“;
- Читалище „Зора“;
- Читалище „Христо Ботев“;
- Читалище „Ангел Кънчев“;
- Читалище „Васил Левски“;
- Читалище „Захари Стоянов“;
- Читалище „Георги Бенковски“;
- Читалище „Св. св. Кирил и Методий“, кв. Средна кула;
- Читалище „Просвета“;
- Читалище „Анжела Чакърян“;
- Читалище „Ана Вентура“;
- Читалище „Просвета“, кв. Долапите;
- Читалище „Гоце Делчев 2009“ гр. Русе

### Редовни събития и мероприятия
- Международен фестивал „Мартенски музикални дни“ – ежегоден международен фестивал за класическа музика. Провежда се през втората половина на март. Основан през 1961 г., днес фестивалът е място за среща на артисти и състави от световния музикален елит. Член е на Европейската асоциация на фестивалите EFA;[78]
- Международен литературен фестивал – основан през 2008 от Международно дружество „Елиас Канети“ в партньорство с община Русе
- 6 май, Гергьовден – Празник на Русе. В дните около тази дата всяка година се организира т.нар. тарла, т.е. панаир с продължителност около седмица;
- 24 май – тържествена церемония за връчване на годишните Награди „Русе“ за изкуство, култура, образование и наука;
- Фолклорен събор „Златната гъдулка“ – ежегоден фестивал за автентичен и обработен фолклор от Русе и региона, провеждан ежегодно през първата половина на юни;
- Международен фестивал на алтернативното кино „Дунав – реката на Европа“;
- Национален ученически театрален фестивал „Климент Михайлов“;
- Европейска театрална работилница – основана през 2012 от ДТ „Сава Огнянов“ – Русе
- Русенският карнавал е маскарадно шествие на Еньовден, 24 юни. На Сирни Заговезни е традиционният маскен бал;
- Летен фестивал на открито – концерти и спектакли на открити сцени в центъра на Русе;
- Есенен салон на изкуствата – ежегодно в периода септември – ноември;
- Медиен фестивал „Българската Европа“;
- Международно биенале на миниатюрата[79]
- Национална литературна награда „Елиас Канети“ – учредена през 2005 г. от община Русе и МД „Е. Канети“;
- Международен клавирен конкурс „Франц Шуберт“;
- Национална джаз-среща – един от най-реномираните джаз-фестивали в България. Провежда се ежегодно в края на ноември.
- Международен конкурс за млади поп изпълнители „Северно сияние“
- Национален конкурс за литература и журналистика „Стоян Михайловски“
- Международен фестивал на ледените фигури „Русе Айс Фест“
- Коледно-новогодишен фестивал.

### Филми, снимани в Русе
- Понеделник сутрин – заснет 1966 г., пуснат на екран 1988 г.
- На Всеки километър – 1969 – 1970 г. (някои от епизодите)
- Капитан Петко войвода (филм) – 1981 г. (някои сцени на старата гара)
- Синът на Мария – 1983 г.
- Господин за един ден – 1983 г. – сцените, когато Пурко отива в големия град.
- Мечтатели – 1987 г.
- Дунав мост – 1999 г.
- When Nietzsche Wept – 2007 г.
- Flight to freedom – La Viatore – 2008 г.
- Аве – 2011 г.
- Шменти капели: Легендата – тв сериал, 2013 г.

## Управление

### Кмет
На 11 ноември 2019 г. встъпва в длъжност новоизбраният кмет Пенчо Милков от местната коалиция (МК) „БСП за Русе“. Виж предишни кметове

### Общински съвет
Общинският съвет на община Русе се състои от 51 души.
През 2023 г. след местните избори за председател на Русенския общински съвет е избран акад.Христо Белоев от МК „БСП за България “.
| Партия или сдружение | Партия или сдружение              | Съветници |
| -------------------- | --------------------------------- | --------- |
|                      | ГЕРБ                              | 9         |
|                      | МК „БСП за България“              | 12        |
|                      | МК „ВМРО - България на регионите“ | 4         |
|                      | МК „СДС - граждани“               | 4         |
|                      | КП "ПП-ДБ"                        | 7         |
|                      | Български възход                  | 1         |
|                      | ДПС                               | 3         |
|                      | Има такъв народ                   | 3         |
|                      | Свободните демократи              | 3         |
|                      | Възраждане                        | 5         |
|                      | Общо                              | 51        |

### Международни взаимоотношения

#### Консулства
Градът е седалище на консулства от следните държави: Генералното  консулство на Русия е затворено заради Войната в Украйна.
- Русия, генерално консулство[82]
- Украйна, почетно консулство[83][84]
- Монголия, почетно консулство[85]

#### Побратимени градове
Русе има изградено сътрудничество и е побратимено със следните градове:
- Биелина, Босна и Херцеговина
- Волгоград, Русия от 2001 г.
- Гюргево, Румъния
- Перистери, Гърция от 1986 г.
- Трогир, Хърватия от 2011 г.
- Сент Уан, Франция от 1961 г.
- Уйбуда, Будапеща, Унгария от 2010 г.
- Хуайнан, Китай от 1994 г.
- Рига, Латвия до 1989 г.[87]
- Потсдам, Източна Германия до 1989 г.[87]
- Братислава, Чехословакия до 1989 г.[87]

Допълнително споразумение към договора за дружба и сътрудничество:
- Гюргево, Румъния
- Симферопол, Украйна от 2008 г.

## Икономика и инфраструктура

### Икономически профил
Градът е голям български индустриален център. В Русе се развива и един от първите в България индустриални паркове. Наематели в този парк са френският производител на алуминиеви компоненти за автомобили „Монтюпе“, испанската „Керос“ – производител на гранитогрес и фаянс, немската „Вите Аутомотив“ – производител на заключващи системи за автомобилната промишленост, италианската фирма „МБМ Металуърк“ и други. Там се намира и Русенския логистичен парк. В града има и Бизнес парк.
В Русе се намира и най-голямата Свободна безмитна зона на територията на България, Площта ѝ се равнява на 370 235 m². На територията ѝ са разположени 29 складови и индустриални сгради с РЗП от 30 000 m², 20 000 m² открити складови площи, паркинги, претоварна жп гара, депо за светли нефтопродукти, бензиностанция и административна сграда, пригодена за нуждите на наемателите ѝ. В Свободна зона – Русе оперират дистрибуторски център за опаковане и етикетиране на текстилни изделия, фабрика за стенни и подови облицовъчни материали, производствено предприятие за машини от тежката промишленост, цех за производство и блистероване на лекарствени продукти и др.
ТЕЦ Русе Изток има капацитет за производство на електроенергия от 400 MW (2 турбини по 30 MW, 2 по 60 MW и 2 по 110 MW), a ТЕЦ Русе Запад е с топлинна мощност от 41 MW.
В съвременната икономика на града преобладават отраслите на леката промишленост – шивашка, текстилна и хранително-вкусова. 8000 души в града са заети в шивашкото производство. Големи производители са: „Бордо“ (дамска мода) „Аристон“ (дамска мода), Ричмарт (мъжка мода), Арда, Месалина, Карина, „Антоан Вилл" ЕООД „Маркам“ и „Efrea“. Химическата промишленост е представена от фирмите за бои и смазочни масла, Приста Ойл, Оргахим, „Екон 91“, „Лубрика“, „Нинахим“, „Полисан“ и „Мегахим“. Развито е машиностроенето и корабостроенето. На територията на града се намира Русенската корабостроителница. Развито е и металообработването, представено от „ЖИТИ“ АД – производител на изделия от нисковъглеродни стомани (телове, телени изделия и гвоздеи) и „Мегапрофил“ – метални изделия, конструкции и профили и др. Електронната промишленост с производство на печатни платки е представена от „СЕТ Технолоджи“, както и от „Найден Киров АД“ – изработката на битови електротехнически и електроинсталационни изделия. В града се намира и седалището на „Булмаркет ДМ“. „Дунарит“ е производител на артилерийски и авиационни боеприпаси. „Син Карс“ е производител на спортни и състезателни автомобили, а „Ел Сити“ е тяхна дъщерна марка логистични и туристически автомобили. Градът е център на мебелопроизводството в България и е представено от „Ергодизайн“, „Стефани Стил“, „Ирим“, „Голд Аполо“, „Интериор 46“, „Фантастико мебел“, „Евродом“, „Ринко Интериор“, „Мак Мебели“, „Солвент“, „Бит Мебели“, „Макена“. „Зита“ изработва прибори и уреди за контрол на температурата и протичането на различни флуиди, предназначени за автоматиката, пневматиката, хидравликата и битовата техника.
Търговията в града също е силно развита, с изградени характерните за страната търговски центрове и филиали на всички национални търговски вериги. В бяха построени 6 търговски центъра – Роял сити център, търговски център Дунав, Ялта, комплекс Евас, Мега Мол (Русе) (неработещ) и Mall Rousse. Построени през 1938 г., Градските хали са сред символите на града, понастоящем магазин на ЦБА.
В квартал Средна кула е разположена птицеферма на групата „Градус“.

### Инфраструктура и транспорт
Град Русе се намира на най-голямата транспортна магистрала в Европа – река Дунав. Оттук минават европейски пътища Е70 и Е85, както и следните коридори:
- Паневропейски транспортен коридор 7: Майн – Рейн – Дунав.
- Паневропейски транспортен коридор 9: Хелзинки – Киев/Москва – Одеса/Кишинев – Букурещ – Русе – Стара Загора – Дедеагач на Бяло море.

Тук е и единственият до 2012 г. мост над река Дунав в българския ѝ участък, построен през 1954 г. и свързващ Русе с румънския град Гюргево.
Река Дунав свързва града с десетте дунавски страни, както и със страните по Рейн чрез каналните връзки на Западна и Централна Европа. Поддържане на плавателния път, акваторията на пристанищата и зимовниците за осигуряване безопасността на корабоплаването в българския участък от река Дунав се извършва от Изпълнителната агенция за проучване и поддържане на река Дунав. Пристанище Русе е най-голямото българско Дунавско пристанище. Включва Пристанище-Изток с 14 стоянки, Ро-ро терминал и фериботна линия и Пристанище-Запад с 11 стоянки.
На 17 km от Русе е разположено гражданското Летище Русе в село Щръклево, което не функционира. Летището е собственост на община Русе, с активен лиценз за малки самолетни полети. Би могло да бъде приспособено за редовни вътрешни и международни търговски полети. В непосредствена близост, на 70 km е Международното летище „Анри Коанда“ край Букурещ.
Транспортни обекти на територията на град Русе:
- Централна жп гара Русе – пл. Ал. Стамболийски;
- жп гара Разпределителна Русе – ул. Иван Ведър;
- Товарна жп гара Русе – ул. Цветница;
- Товарна жп гара Русе-Север – Източна промишлена зона;

- Товарна жп гара Русе-Запад – ул. Пристанищна;
- Автогара Юг – бул. Цар Освободител;
- Автогара Изток – ул. Иван Ведър;
- Пристанище Запад – ул. Пристанищна 22;
- Пристанище Изток – Източна промишлена зона;
- Ро-Ро терминал – Източна промишлена зона;
- Централен пътнически кей – Русе.

Западен парк „Приста“ е разположен в югозападния край на града, между пътя за София и река Дунав. Залесен е с широколистни гори.

### Обществен транспорт
В града има 25 действащи линии, от които 7 тролейбусни и 18 автобусни линии. Дружеството „Общински Транспорт Русе“ е единствен превозвач на територията на града. Транспортният парк е сравнително добре развит. Състои се от тролейбуси с марки NAW и SOR Libchavy, както и автобуси с марки SOR Libhavy и Van Hool.

### Градски автобусни линии
- Линия 3
- Линия 4
- Линия 5
- Линия 6
- Линия 8
- Линия 10
- Линия 11
- Линия 12
- Линия 15
- Линия 16
- Линия 19
- Линия 20
- Линия 23
- Линия 28
- Линия 30
- Линия 33

### Градски тролейбусни линии
- Линия 2
- Линия 9
- Линия 13
- Линия 21
- Линия 24
- Линия 27
- Линия 29

### Храмове
В Русе функционират следните храмове:
- Православен храм „Света Троица“;
- Православен храм „Успение Богородично“;
- Православен храм „Свети Георги“;
- Православен храм „Свети Архангел Михаил“;
- Православен храм „Свето Възнесение Господне“;
- Православен храм „Света Петка“;
- Православен храм „Свети Николай Чудотворец“;
- Православен храм „Всех Святих“;
- Католическа катедрала „Свети Павел от Кръста“;
- Басарбовски манастир;
- Болничен параклис „Св. Василий Велики“;
- Aрменска църква „Света Богородица“;
- Евангелска методистка църква;
- Баптистка църква – Русе;
- Джамия „Саид паша“.

| Църква                   | Описание | Снимка |
| ------------------------ | --- | ------ |
| Катедрала „Света Троица“ | Катедралният храм „Св. Троица“ в град Русе е построен през 1632 г. Предполага се, че е катакомба от V век или средновековна църква, включена по-късно в днешната църква. Обявен е за Паметник на културата от национално значение през 1983 г. Като една от най-старите сгради в Русе, непрестанно се полагат грижи за съхранението и обновлението му, за да бъде запазен за идните поколения. |        |
| Свети Георги             | На мястото на сега съществуващата църква „Свети Георги“ е имало дървена църква. През 1837 г. настоятелството на храм „Света Троица“ отпуснало заем, за да започне строителството на днешния храм. Строежът на църквата започнал през 1841 г. и завършил следващата година. Освещаването станало на 30 януари 1843 г. от Червенския епископ Синесий.                                            |        |
| Света Богородица         | Основният камък е положен от Доростолския и Червенски митрополит на 23 септември 1928 г. Църквата е завършена през есента на 1930 г. |        |
| Всях Светих              | Построена е през 1898 г., разрушена е през 1975 г. и на нейно място е построен Пантеонът на Възрожденците. Църквата е възстановена на ново място с благотворителни средства от 2007 до края на 2012 г. Представлява източноправославна трикорабна базилика. |        |

## Образование и наука

### Висши училища
- Русенски университет „Ангел Кънчев“
- Висше училище по агробизнес и развитие на регионите – Пловдив, филиал Русе

### Средни училища
- Английска гимназия „Гео Милев“
- Математическа гимназия „Баба Тонка“
- СУ с преподаване на немски език „Фридрих Шилер“
- СУ за европейски езици „Св. Константин-Кирил Философ“
- СУ „Васил Левски“ с преподаване на източни езици и култури
- СУ „Христо Ботев“
- СУ „Възраждане“
- СУ „Йордан Йовков“
- Национално училище по изкуствата „Проф. Веселин Стоянов“
- ПГ по електротехника и електроника „Апостол Арнаудов“
- ПГ по икономика и управление „Елиас Канети“
- ПГ по промишлени технологии „Атанас Цонев Буров“
- ПГ по механотехника
- ПГ по строителство, архитектура и геодезия „Пеньо Пенев“
- ПГ по корабостроене и корабоводене
- ПГ по транспорт
- ПГ по дървообработване и вътрешна архитектура „Й. Вондарк“
- ПГ по облекло „Недка Иван Лазарова“
- ПГ по селско стопанство „Ангел Кънчев“ – Образцов Чифлик
- ПГ по туризъм „Иван Павлов“
- Първо частно СУ „Леонардо да Винчи“
- Спортно училище „Майор Атанас Узунов“
- Средно общообразователно духовно училище

### Основни училища
- 1-во ОУ „Отец Паисий“ (1866)
- 2-ро ОУ „Любен Каравелов“ (1870)
- ОУ „Иван Вазов“ (1871)
- ОУ „Ангел Кънчев“ (преди 1878)
- ОУ „Христо Смирненски“ (1880)
- ОУ „Братя Миладинови“ (1911)
- OУ „Олимпи Панов“
- ОУ „Алеко Константинов“
- ОУ „Васил Априлов“
- ОУ „Тома Кърджиев“ (1965)
- ОУ „Никола Обретенов“ (1988)
- Помощно училище „Д-р Петър Берон“ – за деца със специални потребности

### Детски градини и ясли
Към 2025 година в Русе има 10 общински („Детелина“, „Звездица“, „Иглика“, „Незабравка“, „Ралица“, „Русалка“, „Пролет“, „Слънце“, „Снежанка“ и „Червената шапчица“) и 2 частни детски градини („Смехорания“ и Частна детска градина с изучаване на английски език), както и 8 общински и две частни детски ясли.

## Регионални медии

### Вестници
В Русе има две ежедневни издания на местния печат – вестниците „Бряг“ и „Утро“. Преди 10 ноември 1989 г. „Утро“ е излизал под името „Дунавска правда“. Първият брой на вестник „Бряг“ излиза през пролетта на 1998 г. Други печатни издания са „Седмицата – Културно-информационният гайд на Русе“ и вестник „Русенски обяви“. Излиза и седмичникът „Форум“ за Северна България.
„Русенска поща“, издаван от 8 декември 1921 г. до 1944 г. е един от големите извънстолични всекидневници. Списание „Икономически преглед“ (1899 – 1947 г.) публикуван от Русенската търговско-индустриална е най-продължително излизалото без прекъсване периодично издание в България след Освобождението.

### Радио и телевизия
- Телевизия КИС 13
- Телевизия Делта
- TVN – Телевизия за мен
- Радио „Русе“
- Шлагер радио
- БНТ Север, част от БНТ 2
- Дарик радио

## Спорт и спортни съоръжения

### Футбол
- ФК Дунав (Русе)
- ФК Локомотив (Русе)
- ФК Аристон
- ФК Левски Русе
- ФК Марисан

### Стадиони
- Градски стадион
- Стадион „Дунав“
- Стадион „Локомотив“

### Спортни зали
- Спортна зала „Дунав“
- Спортна зала „Арена Русе“
- Спортна зала „Ялта“
- Спортна зала „Спарки“
- Лекоатлетическа зала „Локомотив“

### Плувни комплекси и басейни
- Плувен комплекс „Норд“ – Младежки парк
- Комплекс „Олимпия“ – ж.к. „Дружба 3“
- Мотел „Ханчето“ – кв. „ДЗС“ – пътят за Варна
- Мотел „Рай“ – м. Русофилите (ул. Русофили)
- Хотел „Люляк“ – Западен парк „Приста“
- Спортен комплекс „Дунав“ – ж.к. „Здравец“
- Спортен комплекс „Локомотив“ – ж.к. „Цветница“
- Атракцион „Дунавско село“ (мотел „Явор“) – Западен парк „Приста“
- Закрит басейн на хотел „Бистра и Галина“ – ул. „Хан Аспарух“ 8
- Закрит басейн към ПГРКК (Корабен техникум) – пл. „Левски“ 1
- Закрит басейн на Спортното училище – ул. „Д. Баларев“ 1
- Закрит басейн на хотел „Космополитан“ – ул. „Добри Немиров“ 1 – 3

## Личности
С град Русе е свързан животът на голям брой личности от световно и национално значение – писатели, музиканти, общественици, политици, спортисти. Сред тях се открояват бележити имена като:
- Революционери и участници във войните
- Тонка Обретенова
 (Баба Тонка) – българска националреволюционерка и героиня, съратница и доверено лице на Васил Левски, организаторка на Русенския комитет заедно със синовете си Георги, Никола, Ангел и Атанас
- Петър Обретенов (вляво) – български революционер, роден в Русе. Участва във Втора българска легия и в четата на Хаджи Димитър и Стефан Караджа. Загива при сражение на четата.
- Георги Обретенов – български революционер, роден в Русе, четник в Старозагорското въстание, помощник-апостол и военен организатор на II Сливенски революционен окръг, загинал в Априлското въстание
- Никола Обретенов – български революционер, роден в Русе, деец на БРЦК, ВРО и Гюргевски революционен комитет, апостол на Русенско-Шуменски революционен окръг, участник в четата на Христо Ботев. Окръжен управител, народен представител и кмет на Русе. Починал в Русе
- Петрана Обретенова – българска учителка и революционерка,  тайна комитетска куриерка, дъщеря на Баба Тонка. Ушива бойното знаме на Червеноводската чета, четите на Христо Ботев и Стоил войвода по време на Априлското въстание. Участва в Руско-турската война.
- Тома Кърджиев – български националреволюционер, живял в Русе, един от учредителите на Русенския революционен комитет, създава Червеноводската чета за Старозагорското въстание, подготвя  Априлското въстание, участва в Руско-турската война (1877 – 1878), организатор на Бунта на русофилите, убит в Русе

- Атанас Узунов – български революционер и офицер, участник в борбите за освобождение от турско иго през 1875 – 1878, командир през Сръбско-българската война и водач на Русенския бунт през 1887 г., роден и убит в Русе
- Иларион Драгостинов – български националреволюционер, един от учредителите на Русенския революционен комитет, секретар на читалището в Русе, апостол на Сливенския революционен окръг
- Любен Каравелов – български поет, писател, енциклопедист, журналист, етнограф; национален герой, борец за освобождението на България от османска власт, починал в Русе, погребан в Пантеона на възрожденците
- Ангел Кънчев – български националреволюционер, учил в Русе, участник във Втората българска легия, помощник на Васил Левски във ВРО. За да не бъде заловен жив от османската полиция, се самоубива в Русе.
- генерал Васил Кутинчев, български офицер, генерал от пехотата, участвал в Сръбско-българската, Балканската, Междусъюзническата и Първата световна война, роден в Русе
- Симеон Петров – първият български летец, пионер на звукозаписната индустрия в България, роден в Русе

- Вела Пискова – учителка и организаторка на женското антивоенно движение през Първата световна война, участва в Септемврийското въстание от 1923 г. като ръководител на бойни групи и е първата жена-комендант на град. Ръководи военната организация на БКП (т. с.) в Русе, където е убита.[91][92]
- Здравко Чампоев – български революционер и антифашист, деец на комунистическото движение, роден в Русе. Изключен от Русенската мъжка гимназия за революционна дейност през 1931 г. Ръководител на комунистическите бойни групи в Русенско по време на Втората световна война. Самоубива се в Русе при опит да бъде заловен от полицията.[93]
- Ана Вентура – българска революционерка и антифашистка, един от ръководителите на РМС и БРП в Русе, ционистка и активистка в борбата срещу Холокоста, организатор на въоръжени бойни чети в Русенско, родена и убита в Русе[94]

- Обществено-политически и духовни личности
- Патриарх Неофит I – висш български православен духовник, 12 години архиерей на епархията в Русе
- Митрополит Михаил Доростолски и Червенски – 34 години архиерей на епархията в Русе, 17 години председател на БЧК в Русе, погребан в русенския катедрален храм „Св. Троица“.
- Екатерина Каравелова – учредителка и първа председателка на Българския женски съюз, създателка на Комитета за защита на евреите, родена в Русе
- Димитрана Иванова – активистка за равни права на жените, родена в Русе. Под нейно лидерство се извоюват частични избирателни права за жените в България.[95]
- Акад. Венелин Ганев – юрист, дипломат, политик, един от регентите на малолетния цар Симеон II

- Дейци на науката, изкуството и културата
- Елиас Канети – носител на Нобелова награда за литература, роден в Русе
- Игнат Канев – канадски строителен предприемач от Русенско, финансирал изграждането на модерен конферентен комплекс към Русенския университет
- Майкъл Арлън – световноизвестен британски писател, роден в Русе. Номинираният за Оскар филм A Woman of Affairs (1928) с участието на Грета Гарбо е базиран на книгата му „Зелената шапка“.
- Михаил Силаги – масон, полиглот, фотограф, сред основателите на аптекарското дело в страната, роден в Русе
- Йосиф Цанков – композитор на над 500 музикални произведения: оперети, песни, естрада, филмова, театрална и танцова музика, роден в Русе
- Стефан Цанев – драматург, поет и писател, роден в Русенско и завършил средно училище в Русе
- Змей Горянин – български писател, роден в Русе
- Михаил Арнаудов – фолклорист, литературен историк, етнограф, министър на народното просвещение, роден в Русе
- Марийка Попова – първата професионална актриса в България, родена в Русе[96]
- Надежда Винарова – първата българска примабалерина, родена в Русе
- Захари Жандов – режисьор на филмите „Боянският майстор“ и „Шибил“, роден в Русе
- Мими Балканска – оперетна певица, родена в Русе
- Константин Евтимов – виолончелист, концертмайстор на Симфоничния оркестър на БНР, роден в Русе
- Юрий Башмет – руски виолист, почетен гражданин на Русе от 2005 г.[97]

- Михаил Билалов – актьор („Под прикритие“, „Четвърта власт“) и ТВ водещ („Стани богат“); награди „Аскеер“ и „Икар“
- Владислав Спасов Панов (1935-2015), заслужил деятел на културата, Директор на НДК, главен редактор на вестник "Труд", първи заместник генерален директор на БНТ, главен редактор на вестник "Студентска трибуна", автор на книгата "Полуостровът, за който говори света", заместник министър на културата
- Къци Вапцаров – телевизионен водещ и продуцент на български забавни предавания („Кой е по-по-най“, „Супершоу Невада“, „Риск печели, риск губи“, „Горчиво“, „Любовни игри“)
- Николай Кауфман – музиковед, фолклорист и композитор, академик на БАН, роден в Русе
- Васил Казанджиев – композитор, диригент и педагог, академик на БАН, роден в Русенско и завършил гимназия в Русе
- Емил Табаков – композитор, автор на симфонична, вокално-симфонична и камерна музика; министър на културата на България (1997), роден в Русе
- Глория – попфолк певица, наричана „Примата на българския попфолк“. Наградена е за „Певица на годината“ през 1998, 1999, 2000, 2001 и 2003 г. и с приза „Певица на десетилетието“ през 2007 г., родена в Русе
- Росица Борджиева – поп певица и педагог, родена в Русе
- Георги Златев-Черкин – вокален педагог и композитор, роден и завършил гимназия в Русе

### Спортисти
- Александър Георгиев – вратар по хокей на лед в НХЛ в САЩ, роден в Русе
- Таню Киряков – спортен стрелец с пистолет, олимпийски шампион, роден в Русе
- Веселин Топалов – шахматист, световен шампион, носител на Шахматен Оскар (р. 1975), роден в Русе
- Георги Велинов – вратар на ЦСКА София и националния отбор, футболист № 1 на България за 1981 г., роден в Русе
- Любомир Ганев – национален волейболист, президент на Българската федерация по волейбол, роден в Русе

## Други
На Русе е наречена улица в София (Карта).